# Zgornji žlebi, Vršič
Zgornji žlebi so hudourniški gorski potok, katerega struga se začenja pod Poštarskim domom na Vršiču. Zgornji žlebi se v bližini Ruske kapelice izlivajo v potok Suha Pišnica, ki se v sotočju z Veliko Suho Pišnico združi v potok Velika Pišnica, ta pa se nato pri kranjskogorskem umetnem jezeru Jasna združi s potokom Mala Pišnica, od koder teče s skupnim imenom Pišnica do izliva v reko Savo.